# Józef Broel-Plater
Józef Jan Andrzej Joachim Plater (Broel-Plater) (* 15. November 1890 in Kombuļi, Russisches Kaiserreich (heute Lettland); † 30. Juni 1941 KZ Dachau) war ein polnischer Bobfahrer und Offizier.
Józef Broel-Plater entstammte einer traditionsreichen und wohlhabenden litauischen Adelsfamilie, dem Geschlecht der Broel-Plater. Er war ein Nachfahre von Jan Ludwik Broel Plater († 1736), der Patriarch von Livland genannt wurde, und war verwandt mit der Freiheitskämpferin Emilia Plater (1806–1831).
Im Ersten Weltkrieg kämpfte Broel-Plater auf Seiten der französischen Armee als Freiwilliger. Er erreichte den Grad eines Leutnants und wurde mit dem Croix de guerre ausgezeichnet. Gegen Ende des Krieges diente er in der polnischen Blauen Armee innerhalb der französischen Armee unter General Józef Haller.
1928 startete Broel-Plater gemeinsam mit Jerzy Bardziński, Jerzy Potulicki-Skórzewski, Jerzy Łucki und Antoni Bura (allesamt Offiziere der polnischen Armee) bei den Olympischen Winterspielen in St. Moritz im Fünferbob. Die polnische Mannschaft belegte Platz 17.
Nach der Besetzung Polens durch die deutsche Wehrmacht wurde Józef Broel-Plater im Januar 1940 von der Gestapo verhaftet. Am 6. September 1940 wurde er in das KZ Dachau eingeliefert, er hielt die Häftlingsnummer 18515. Dort kam er am 30. Juni 1941 ums Leben.